# Експеримент Лазаруса
Експеримент Лазаруса (англ. The Lazarus Experiment) — шостий епізод третього сезону поновленого британського науково-фантастичного телесеріалу «Доктор Хто». Епізод уперше транслювався на телеканалі BBC One 5 травня 2007 року. Головними акторами у ньому є Девід Теннант, який грає Десятого Доктора та Фріма Аджимен (грає Марту Джонс).
В епізоді професор Річард Лазарус (грає Марк Гетісс) демонструє експеримент у своїй лабораторії біля Саутварського собору в Саутварку, де він стає молодшим. Вплив на ДНК Лазаря змушує його перетворитися на гігантську істоту, яка висмоктує життєву силу з інших жертв.
Епізод був переглянутий 7,19 мільйонами глядачів у Великій Британії, він став дванадцятою найпопулярнішою телепрограмою на британському телебаченні за тиждень. Виконавчий продюсер Расселл Ті Девіс стверджував, що він просив сценариста Стівена Грінхорна заснувати епізод на типовому сюжеті від Marvel Comics: «є добрий старий учений, експеримент якого іде не так, через що на свободі опиняється шалений суперзлодій»